# Agrostis glutinosa
Agrostis glutinosa é uma espécie de gramínea do gênero Agrostis, pertencente à família Poaceae.